# 津村俊弘
津村 俊弘（つむら としひろ、1931年5月10日 - 2022年3月13日）は、日本の情報制御/システム工学者・航空宇宙工学者。工学博士（大阪大学）。大阪府立大学名誉教授。大阪工業大学情報科学部情報システム元教授。ビークルオートメーション研究会初代会長。日本人間工学会関西支部元支部長（航空人間工学部会所属）。瑞宝中綬章受章。
専門は、航空情報システム・航空宇宙工学、情報制御/システム工学・ビークルオートメーション（特に移動体制御：飛行機・自動車・ロボット等）。

## 略歴
1960年大阪大学大学院工学研究科電気工学専攻博士課程修了、工学博士（大阪大学）。同年、大阪府立大学（現：大阪公立大学）工学部航空工学科助手。講師、助教授を経て、1975年同学科教授。その間、1967年大阪府立大学在外研究員としてミシガン大学へ長期出張（1年間）。1995年大阪府立大学名誉教授。1996年大阪工業大学情報科学部情報システム学科教授。2002年同大学定年退職、退官。2010年春の叙勲で瑞宝中綬章受章。
大阪府立大学・大阪工業大学で40年以上の長きに渡り教鞭を執り、ビークルオートメーション研究会初代会長、日本人間工学会関西支部支部長を歴任するなど、特に移動体（ロボット含む）制御/システム工学の研究育成に貢献した。日本ロボット学会設立特別功労賞(2012)も受賞している。
主な所属学会は、日本航空宇宙学会、計測自動制御学会、システム制御情報学会、自動車技術会、日本ロボット学会、日本人間工学会、日本機械学会、IEEE。主な著書は『航空宇宙工学概論』（分担執筆、森北出版1965、学術書）、『エース 制御工学』（共著、朝倉書店1999、学術書）、『ロボット工学』（共著、オーム社1999、学術書）。

## 主な研究
- 移動体の位置計測・制御・誘導関連技術の研究
- AGV(Automated Guided Vehicle)の位置決め技術：ビークルオートメーション[7]
- AVCS(Advanced Vehicle Control System)への光とコーナーキューブの活用[8]
- 航空機の光利用による着陸誘導システム(LLS)[9]
- ファジィ推論を用いた複数移動体の衝突回避
- ITS(高度知能化交通物流システム)関連技術の研究：交通制御システム
- 月面作業用の3次元移動ロボットのための誘導と位置計測・角度計測・姿勢計測法の提案[10]
- 車輪式移動ロボットの姿勢計測・位置計測[11]